# Eustala guttata
Eustala guttata är en spindelart som beskrevs av F. O. Pickard-Cambridge 1904. Eustala guttata ingår i släktet Eustala och familjen hjulspindlar. Inga underarter finns listade i Catalogue of Life.